# 우리의 계절은
《우리의 계절은》(일본어: 詩季織々, 중국어: 肆式青春)은 2018년 공개된 일본과 중국 합작 앤솔러지 애니메이션 영화이다.
코믹스 웨이브 필름스와 Haoliners Animation League의 일본-중국 공동 제작 작품으로, 일본과 중국에서 2018년 8월 4일 개봉되었으며 전 세계적으로는 스튜디오캐널과 넷플릭스를 통해 같은 날 개봉되었다.

## 성우진
| 배역            | 일본어 성우                       | 중국어 성우 (보통화) | 중국어 성우 (대만) | 영어 성우                             |
| --------------- | --------------------------------- | -------------------- | ------------------ | ------------------------------------- |
| 샤오밍          | 반 타이토(성년) 이세 마리야(소년) | 바이커               | 뉴카이양           | 크리스핀 프리먼(성년) 켄들 김비(소년) |
| 샤오밍의 할머니 | 사다오카 사유리                   | 불명                 | 불명               | 불명                                  |
| 이린            | 코토부키 미나코                   | 펑스신               | 양카이카이         | 에번 레이철 우드                      |
| 루루            | 시라이시 하루카                   | 천잉후이             | 쉬위전             | 조나 샤오                             |
| 스티브          | 야스모토 히로키                   | 불명                 | 쑹커쥔             | 조지 애클스                           |
| 리모            | 오쓰카 다케오                     | 량다웨이             | 장톄청             | 로스 버틀러                           |
| 샤오위          | 하세가와 이쿠미                   | 탕야징               | 리윈칭             | 에리카 멘데즈                         |
| 판              | 나카츠카사 타카유키               | 불명                 | 불명               | 불명                                  |